# Trigonospila mista
Trigonospila mista är en tvåvingeart som först beskrevs av Villeneuve 1913.  Trigonospila mista ingår i släktet Trigonospila och familjen parasitflugor. Inga underarter finns listade i Catalogue of Life.